# Анаеростат
Анаеростат (грец. an — негативна частка, aēr — повітря и statós — нерухомий) — прилад для культивування анаеробів. Має циліндричну форму, герметично зачиняється, розміри розраховані на вміщення декількох чашок Петрі, а також на те, щоб анаеростат міг вміщуватись до лабораторного термостату. Кисень з приладу може видалятись декількома шляхами: витіснення за допомогою вуглекислоти, поглинання лужним розчином, спалюванням фосфору, з'єднання з воднем в присутності платини та ін. Корпус виготовляють з металу або прозорих матеріалів, в кришці є манометр для вимірювання тиску газу або вакуумметр.